# Bussy-sur-Moudon
Bussy-sur-Moudon é uma comuna da Suíça, situada no distrito de Broye-Vully, no cantão de Vaud. Tem 3,09 km² de área e sua população em 2018 foi estimada em 214 habitantes.